# Why Don't We Do It in the Road?
«Why Don't We Do It in the Road?» (en español: «¿Por qué no lo hacemos en la carretera?») es una canción de The Beatles editada en el álbum doble The Beatles, más conocido como el "Álbum Blanco". Compuesta por Paul McCartney, la letra de la canción tiene sólo dos líneas. Paul McCartney la compuso durante su viaje a la india, inspirado al ver a dos monos apareándose en la carretera.

## Personal
- Paul McCartney - voz, guitarra acústica (Martin & Co. D-28), piano (Steinway Vertegrand), guitarra (Epiphone Casino), bajo (Fender Jazz Bass), palmas.
- Ringo Starr - batería (Ludwig Super Classic), palmas.

Personal por Beatles Music History.